# Battaglia del Maule
La battaglia del Maule, nell'odierno Cile, fu combattuta tra i Mapuche e l'Impero Inca. Si svolse su tre giorni, e mise fine all'espansionismo Inca verso sud. La data esatta della battaglia è sconosciuta, ma si crede che sia avvenuta durante il regno di Túpac Yupanqui (1471-1493).

## Storia
Con una campagna durata sei anni, che impiegò fino a 50 000 uomini, il generale Inca Sinchiruca sottomise le regioni cilene settentrionali di Copiapó, Coquimbo, Aconcagua e la vallata del Maipo attorno all'odierna Santiago. Dopo essersi assicurato la valle del Maipo, Sinchiruca inviò 20 000 uomini a raggiungere il fiume. Il territorio dei Picunche che abitavano questa regione, si estendeva dal Maipo all'Itata; i Picunche si erano rifiutati di sottomettersi al regno degli Inca, e chiamarono a supporto i loro alleati, Antalli, Pincu e Cauqui, per unirsi a loro nell'opposizione agli invasori. Con questo rifiutò si meritarono il nome di Purumaucas, dal termine quechua puruma auca che indicava tutto quello che non era sotto il controllo Inca. In seguito gli spagnoli modificarono il nome in Promaucaes.
Gli Inca attraversarono il Maule e, come erano soliti fare, mandarono messaggeri a chiedere ai Purumaucas di sottomettersi o impugnare le armi. I Purumaucas erano disposti a morire pur di difendere la propria libertà, e risposero che i vincitori sarebbero stati i padroni degli sconfitti. Tre o quattro giorni dopo la risposta i Purumaucas con gli alleati giunsero davanti agli Inca, e si accamparono con 18 000 - 20 000 guerrieri. Gli Inca tentarono un approccio diplomatico, offrendo pace ed amicizia, affermando che non gli avrebbero rubato terre e proprietà, ma gli avrebbero donato la possibilità di vivere come uomini. I Purumaucas risposero che non volevano perdere tempo in parole inutili, ma intendevano lottare fino alla vittoria o alla morte. Gli Inca promisero battaglia per il giorno successivo.
Il giorno successivo i due eserciti lasciarono i propri accampamenti combattendo per tutto il giorno, mantenendo però una sostanziale parità, e subendo un gran numero di morti e feriti. Durante la notte entrambi si ritirarono. Non ci furono novità nel secondo e nel terzo giorno di battaglia. Alla fine del terzo giorno gli Inca si resero conto di aver perso più di metà degli effettivi, e che i sopravvissuti erano quasi tutti feriti. Il quarto giorno, nonostante i Purumaucas si fossero presentati sul campo di battaglia, gli Inca non lasciarono l'accampamento, che nel frattempo avevano fortificato sperando di difendersi da eventuali assalti nemici. Gli Inca rimasero chiusi nel loro campo tutto il giorno, ed i due giorni successivi, dopodiché si ritirarono dalla valle del Maipo. I Purumaucas ed i loro alleati tornarono a casa festeggiando la vittoria.